# Littlewood Nunataks
Littlewood Nunataks är nunataker i Antarktis. De ligger i Östantarktis. Argentina och Storbritannien gör anspråk på området.